# Hyposmocoma liturata
Hyposmocoma liturata — вид моли эндемичного гавайского рода Hyposmocoma.

## Распространение
Встречается на островах Оаху и Гавайи. Типичное местообитание — в районе Кона (остров Гавайи) на высоте 1300 м.

## Гусеница

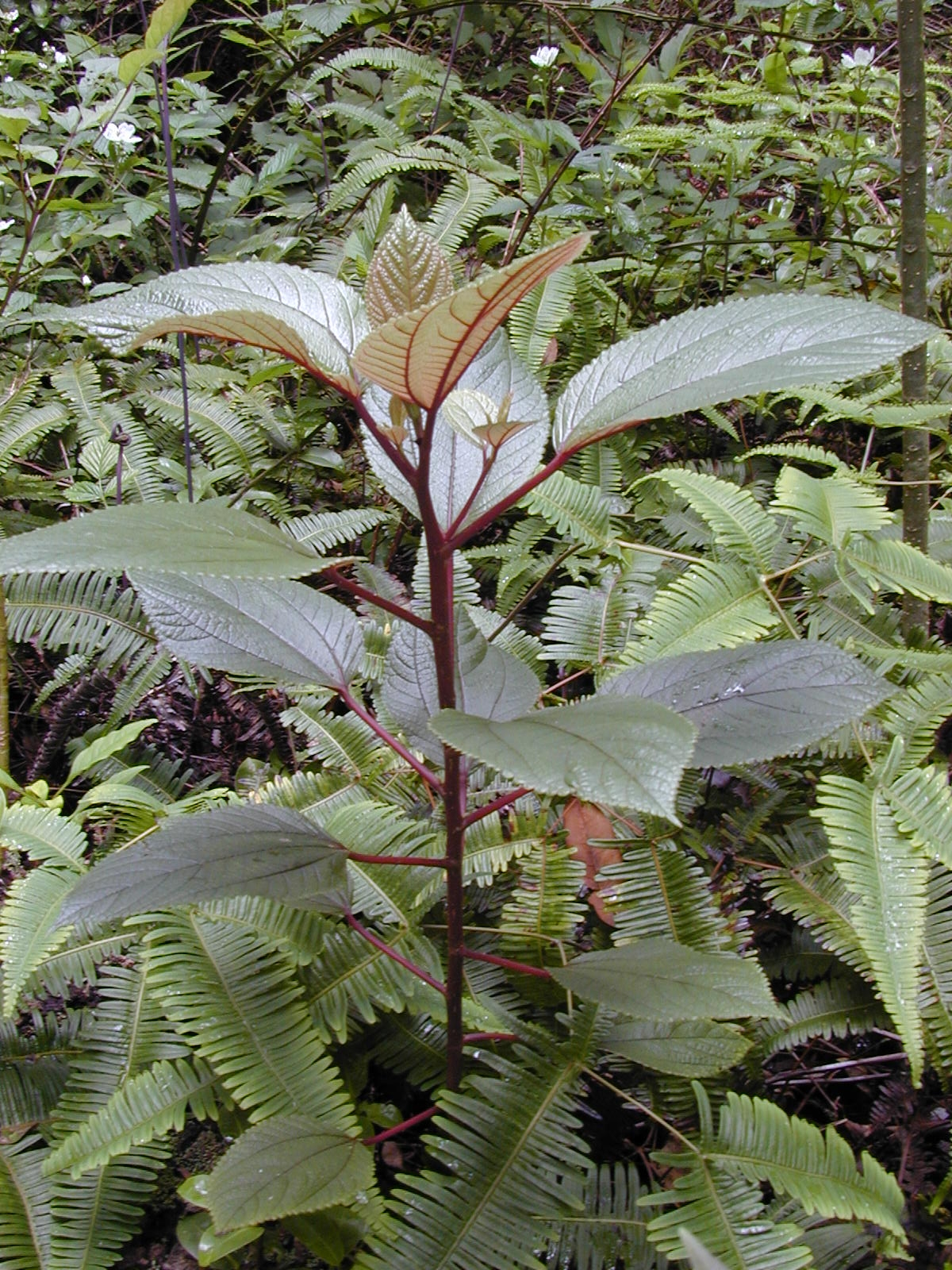
Pipturus albidus, или Мамаки, эндемик Гавайских островов.

Гусеница обитает на скалах и питается лишайником и Pipturus (цветущее растение семейства Крапивные), делает кокон, покрытый лишайником.